# Otrada (Sakhalín)
|  | Per a altres significats, vegeu «Otrada». |

Otrada (en rus: Отрада) és un poble de l'óblast de Sakhalín, a l'Extrem Orient de Rússia, que en el cens del 2010 tenia 142 habitants.